# Ralstonia
Genre
Espèces de rang inférieur
- Ralstonia eutropha
- Ralstonia insidiosa
- Ralstonia mannitolilytica
- Ralstonia pickettii
- Ralstonia solanacearum
- Ralstonia syzygii

Le genre Ralstonia est membre des ß-Proteobactéries et a été longtemps classifié parmi le genre Pseudomonas. 
Certains membres du genre Ralstonia ont été reclassés dans le genre Cupriavidus :
- Cupriavidus basilensis (Steinle et al. 1999) Vandamme & Coenye 2004
- Cupriavidus campinensis (Goris et al. 2001) Vandamme & Coenye 2004
- Cupriavidus gilardii (Coenye et al. 1999) Vandamme & Coenye 2004
- Cupriavidus metallidurans (Goris et al. 2001) Vandamme & Coenye 2004
- Cupriavidus necator Makkar & Casida 1987 (Typusart)
- Cupriavidus oxalaticus (Sahin et al. 2000) Vandamme & Coenye 2004
- Cupriavidus pauculus (Vandamme et al. 1999) Vandamme & Coenye 2004
- Cupriavidus pinatubonensis Sato et al. 2006
- Cupriavidus respiraculi (Coenye et al. 2003) Vandamme & Coenye 2004
- Cupriavidus taiwanensis (Chen et al. 2001) Vandamme & Coenye 2004

## Quelques espèces particulières
Ralstonia solanacearum est pathogène de nombreuses espèces de plantes.

## Génomes
- Ralstonia Genome Projects (de Genomes OnLine Database)

- Comparative Analysis of Ralstonia Genomes (au IMG system (en) du département de l'Énergie des États-Unis)

- (le RalstoniaScope au Génoscope)